# Stroygazmontazh
Stroygazmontazh ou Stroïgazmontaj (en russe : Стройгазмонтаж) également appelé SGM est une entreprise de construction russe spécialisée dans la création de pipelines pétroliers et gaziers. Selon le groupe RBK, il s'agit en 2017 de la 44e plus grande entreprise en Russie avec un chiffre d'affaires annuel de 276 milliards de roubles (environ 3 milliards d'euros). En 2019, le chiffre d'affaires de la société s'élevait à 1,9 milliard d'euros.
Stroygazmontazh a été fondé en 2008 par l'homme d'affaires russe Arkadi Rotenberg après  que ce dernier a acheté cinq sociétés alors contrôlées par Gazprom.
En 2015, Stroygazmontazh obtient le contrat portant sur la construction du pont de Crimée traversant le détroit de Kertch. Ce contrat de 2,9 milliards d'euros entraîne des sanctions de la part de l'Union européenne en 2018 en raison du contentieux sur le traité d'adhésion de la république de Crimée à la Russie.
En novembre 2019, SGM est vendue par Rotenberg pour 1,2 milliard de dollars. L'identité du bénéficiaire reste confuse : soit SGM est vendue à une filiale de Gazprom, soit la filiale de Gazprom sert d'intermédiaire pour une vente à Stroyinvestholding, une société inconnue fondée en juillet 2019 et dirigée par Olga Safonova,.